# Wichorewka
Wichorewka (russisch Вихоревка) ist eine Stadt in der Oblast Irkutsk (Russland) mit 22.520 Einwohnern (Stand 14. Oktober 2010).

## Geographie
Die Stadt liegt im zentralen Teil des Angararückens, 35 km südwestlich von Bratsk und etwa 900 km nordwestlich der Oblasthauptstadt Irkutsk, am Fluss Wichorewa, einem linken Nebenfluss der Angara.
Die Stadt Wichorewka ist gehört zum Rajon Bratsk.
Wichorewka ist ein bedeutender Bahnhof an der Baikal-Amur-Magistrale (Streckenkilometer 269 ab Taischet).

## Geschichte
Der Ort entstand 1957 im Zusammenhang mit dem Bau des Westabschnittes Taischet – Ust-Kut (Lena) der späteren Baikal-Amur-Magistrale (BAM) als Arbeitersiedlung bei der gleichnamigen Station. Benannt wurde er nach dem Fluss Wichorewa, der seinen Namen wiederum zur Erinnerung an den Strelizen-Sotnik (Hundertschaftsführer) Wichor Sawin erhielt, welcher in der Gegend 1630 bei Auseinandersetzungen mit Ewenken ums Leben kam.
1966 erhielt der Ort Stadtrecht.

### Bevölkerungsentwicklung

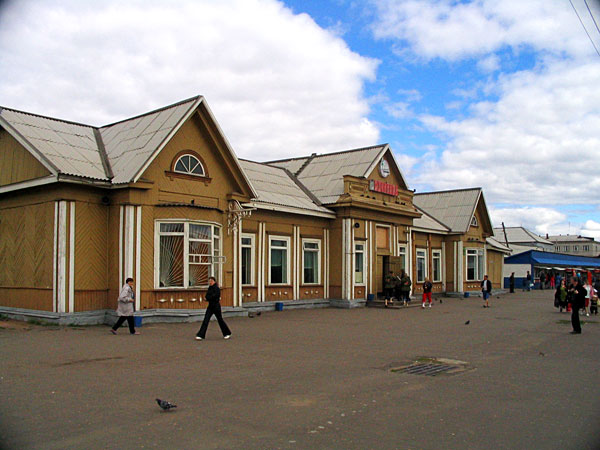
Bahnhof Wichorewka

| Jahr | Einwohner |
| ---- | --------- |
| 1959 | 10.861    |
| 1970 | 17.901    |
| 1979 | 20.502    |
| 1989 | 23.872    |
| 2002 | 24.763    |
| 2010 | 22.520    |

Anmerkung: Volkszählungsdaten

## Wirtschaft
In Wichorewka gibt es Betriebe der Holzwirtschaft sowie des Eisenbahnverkehrs (Depot).

## Söhne und Töchter der Stadt
- Pjotr Wassiljewitsch Stschastliwy (* 1979), Eishockeyspieler